# Sinictinogomphus clavatus
Sinictinogomphus clavatus – gatunek ważki z rodziny gadziogłówkowatych (Gomphidae); jedyny przedstawiciel rodzaju Sinictinogomphus. Jest szeroko rozprzestrzeniony w Azji – od Nepalu, Mjanmy, Tajlandii i Wietnamu, przez Chiny po Japonię (z wyjątkiem Hokkaido) i dalekowschodnią Rosję. Występuje licznie w całym zasięgu.
Gatunek został początkowo zaliczony do rodziny żagnicowatych (w rodzaju Aeshna).
Część systematyków uważa populację zachodnią (z Nepalu, Mjanmy i Tajlandii) za odrębny podgatunek S. clavatus phaleratus opisany w 1854 przez Sélysa pod nazwą Ictinus phaleratus.